# Drap d'or

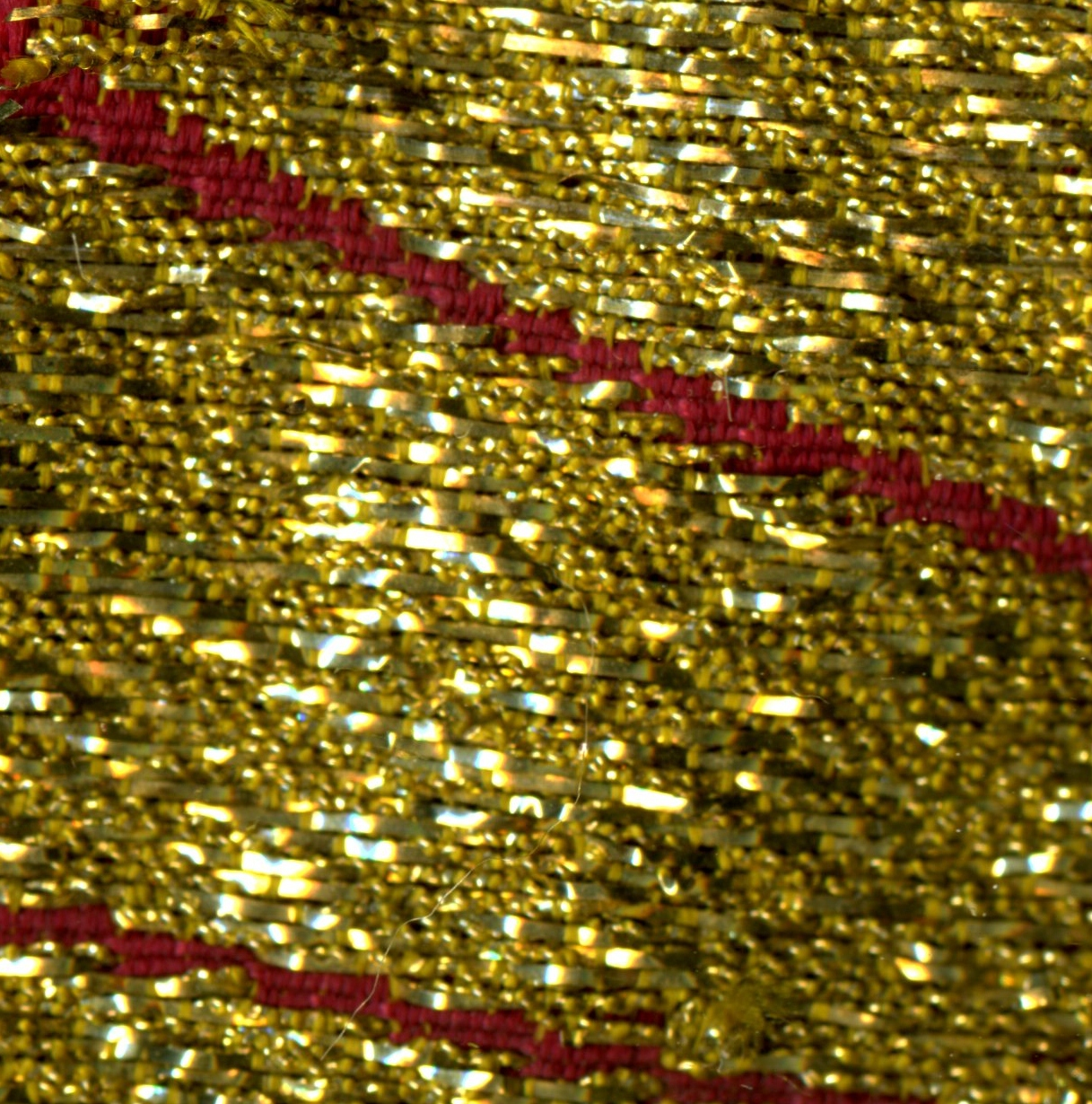
Tela teixida amb fil folrat d'or en espiral, mitjançant una petita cinta plana. El teixit inclou un cordonet vermell.

L'expressió drap d'or, roba d'or o roba daurada designa un teixit amb ordit de fil de seda i trama de fil amb contingut i aspecte d'or. Aquest fil pot ser de fil de seda i fil d'or filats conjuntament, o de fil de seda folrat amb una cinta molt petita que l'envolta en espiral.
El fil de seda ha de ser de color groguenc natural o tenyida d'un groc adequat. Hi ha varietats de seda que mostren un color daurat natural.
El drap d'argent, roba d'argent o roba argentada és un cas similar a l'anterior. Només cal substituir el metall preciós: l'or per l'argent.

## Història
Els teixits d'or són esmentats des de temps molt antics. Però els documents no donen detalls sobre la fabricació, en cada cas, d'aquella mena de teixits.
Hi ha referències sobre traces de draps d'or en tombes etrusques i del seu ús en la Roma clàssica.
Al llarg de tota l'Edat Mitjana les referències als draps d'or i d'argent són molt nombroses. Podien ser importats (generalment de Damasc) o de fabricació "local".
En un inventari de la roba del rei Enric IV d'Anglaterra s'esmenten diversos draps d'or amb el preu corresponent.

## Teles brodades amb fil d'or
Les teles brodades amb fil d'or no es consideren veritables draps d'or, tot i que els seu aspecte pugui ser semblant al dels veritables draps d'or. Alguns dels testimonis antics que parlen de draps d'or podrien no ser tan precisos.
- Els artesans que fabricaven fil d'or s'anomenaven tiradors d'or.[5]

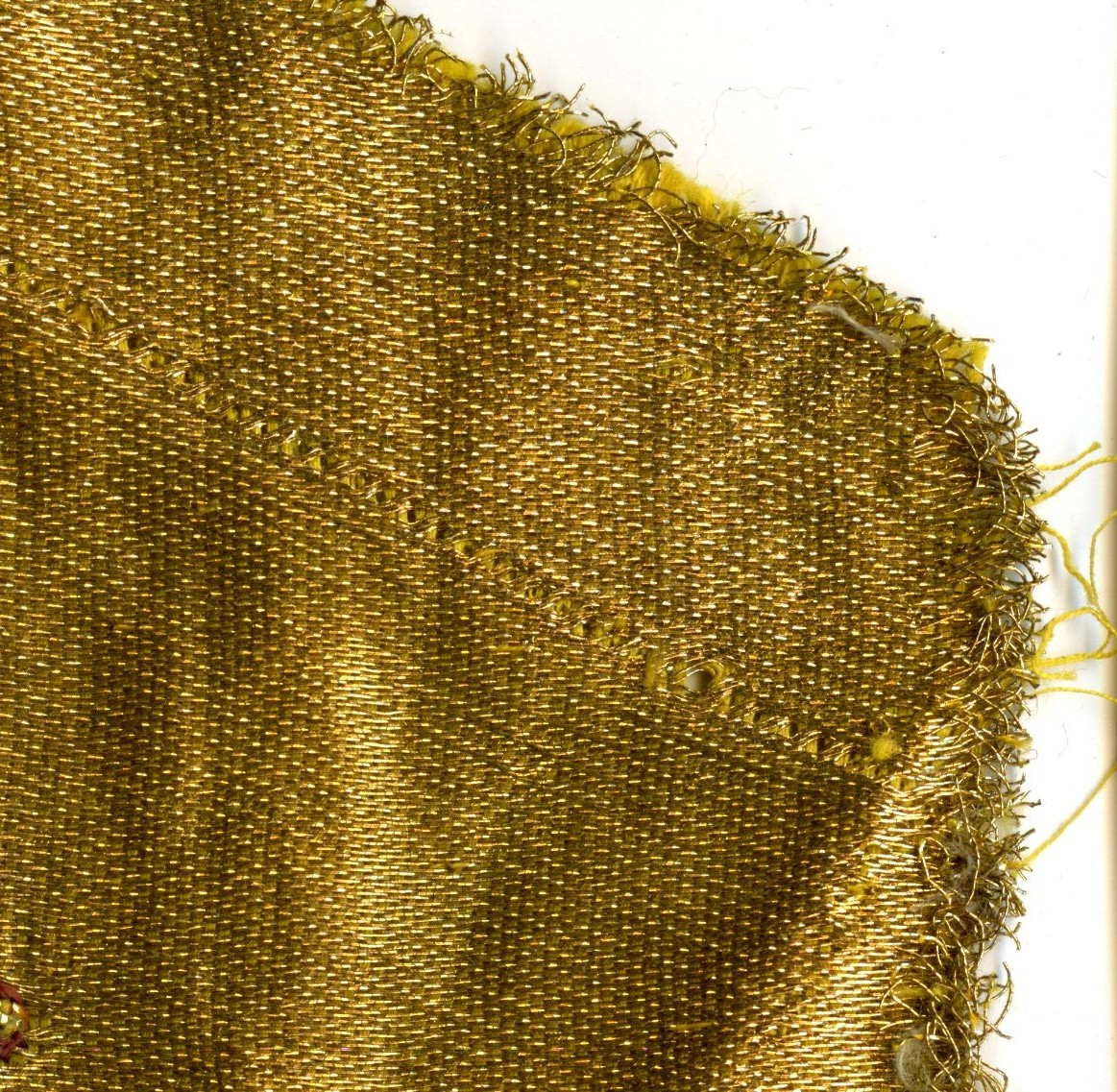
Drap d'or amb lligat de setí. Vista frontal.
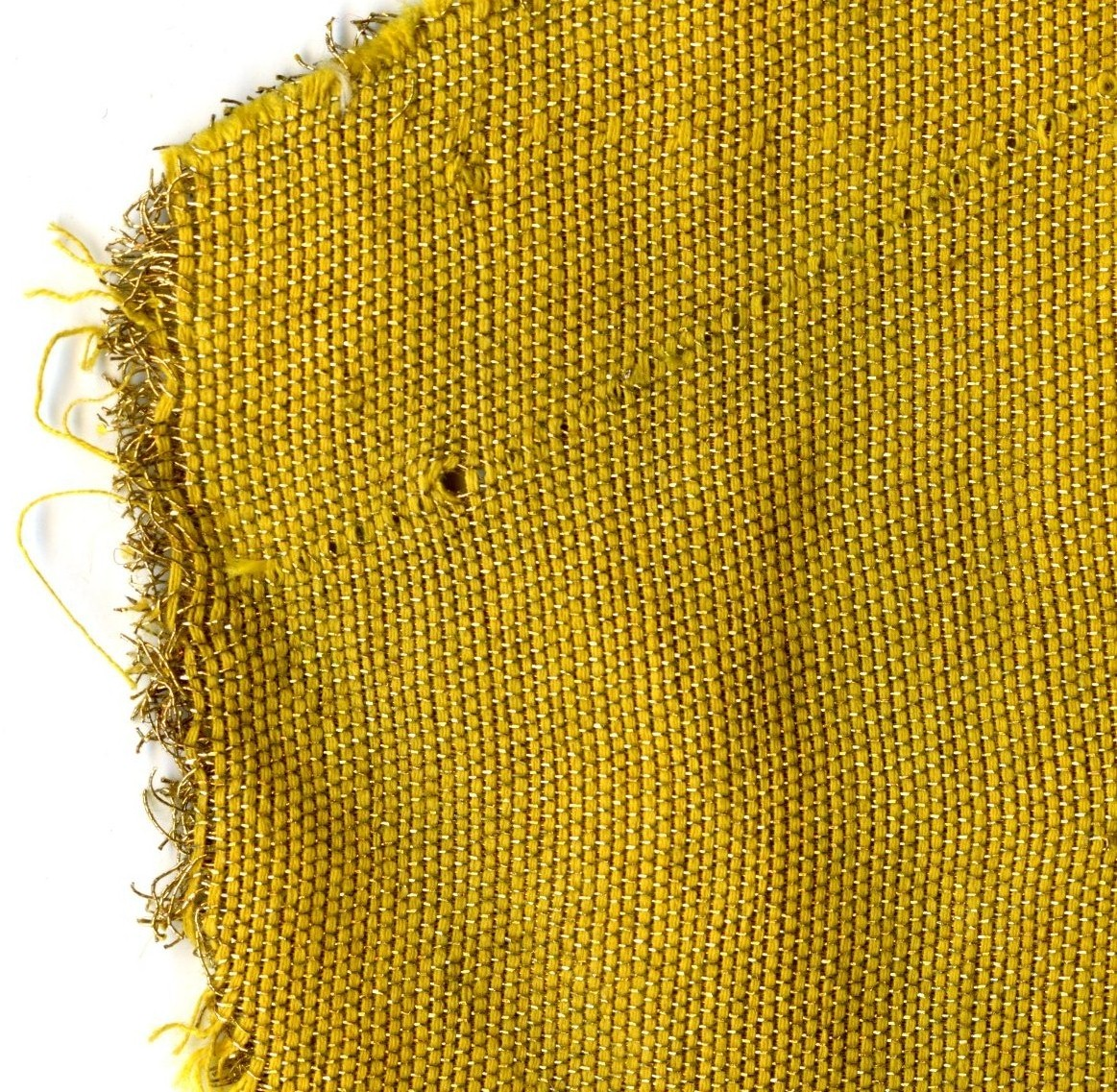
Drap d'or amb lligat de setí. Vista posterior.
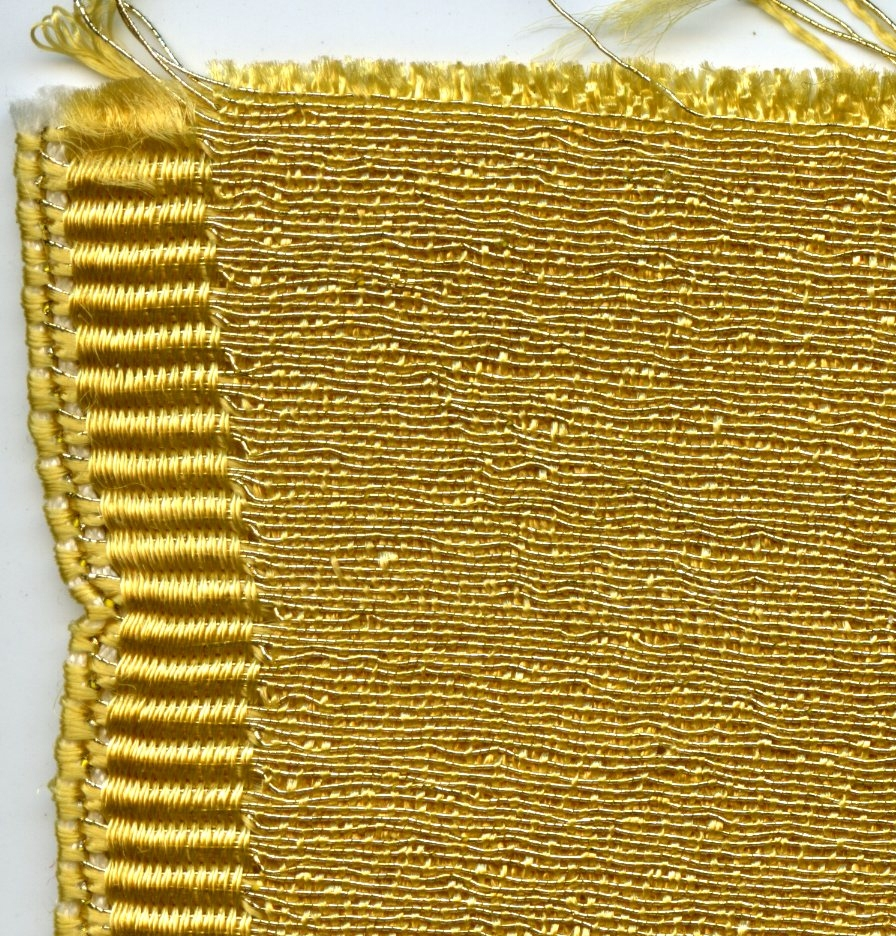
Drap d'or amb lligat de sarja. Vista frontal.
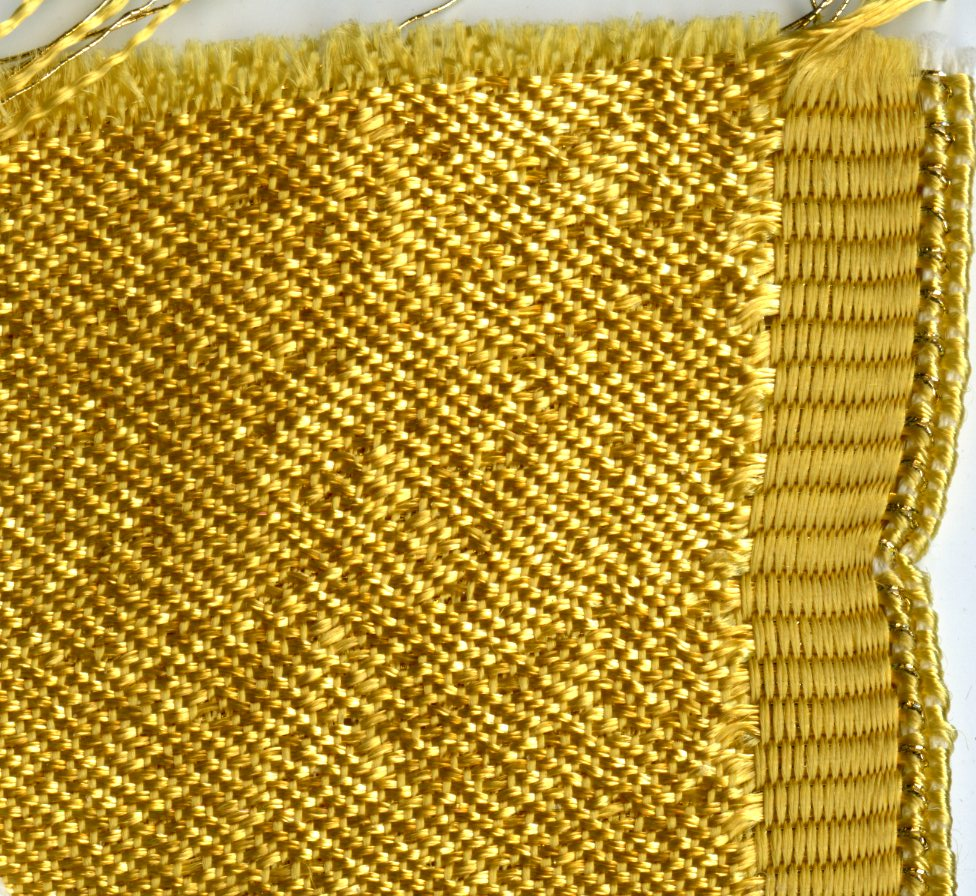
Drap d'or amb lligat de sarja. Vista posterior.

## Documents
- 1349-1375. Reina Elionor de Sicília. “Drap d'or d'Espanya” i “drap d'or de Damàs” esmentats.[6]
- 1373. Per a les noces de Joan el Caçador i Mata d'Armanyac es compraren nombrosos draps d'or.[7]
- 1414. Draps d'or en els funerals d'Arquimbald de Foix.[8]
- 1447. Barcelona. Drap d'or en cerimònies funeràries.[9]
- 1549. Edicte del rei Francesc I de França sobre els draps d'or, d'argent i de seda.[10]
- 1669. Teixidors de draps d'or i d'argent de Lió.[11]